# Filippo Sgarlata
Filippo Sgarlata (Tunisi, 24 novembre 1901 – Termini Imerese, 15 settembre 1979) è stato un medaglista italiano.

## Biografia
Nel 1918 supera a pieni voti l'esame di ammissione all'Accademia di belle arti di Palermo, dove incontra Mario Rutelli.
Nel 1920, dopo un viaggio a Parigi con Antonio Ugo e Pippo Rizzo, si trasferisce a Roma per seguire i corsi di scultura all'Accademia e alla Scuola della Medaglia e nel 1924 vince il concorso per le borse di studio e pensionato con la medaglia per l'Aeronautica.
Nel 1925 consegue diploma accademico. D'ora in poi dedicherà molta parte del suo lavoro alla realizzazione di medaglie commemorative e ritratti che lo consacrarono come uno dei più importanti medaglisti. Conseguiti i diplomi, rientra a Termini Imerese, dove realizza un trittico di medaglie commemorative del settimo centenario della morte di San Francesco.
Nel 1926 parte per gli Stati Uniti d'America dopo aver vinto il concorso per un monumento a Cristoforo Colombo da erigere al Central Park di New York (mai realizzato a seguito del crollo della borsa del 1929); realizza opere minori quale il busto a Garibaldi eretto a Providence, il busto di Georges Dunham collocato a Utica e realizza numerose opere per collezionisti privati fino al suo rientro avvenuto nel 1932.
Ritornato a Termini Imerese, la sua produzione artistica si fa sempre più qualificata e intensa e partecipa, con le proprie opere, a mostre ed esposizioni nazionali e internazionali, conquistando riconoscimenti e apprezzamento per il suo ingegno e maestria.
Le manifestazioni di maggior rilievo cui partecipa sono: la XIX-XX- XXI- XXII- XXIII- XXVI Biennale di Venezia, l'Esposizione Internazionale della Medaglia Contemporanea di Roma, The XIV Olimpiade Art Exhibition, la Biennale d'Arte Triveneta, l'Esposizione Numismatica e Medaglistica Ibero-Americana di Barcellona, il Musée de la Chasse di Bruxelles, l'Espositione della Medalla Actual di Madrid (dove si classifica primo premio medaglia d'oro per l'opera La caccia al cinghiale), l'Esposizione Filatelica Internazionale Sicilia '59 e ancora mostre personali in Francia, Germania, Svezia, USA, Olanda, Inghilterra, Belgio, ecc.
Tra il 1950 e il 1960 realizza la Medaglia per le celebrazioni dell'Unità d'Italia.
Fu docente all'Accademia di Belle Arti di Palermo e Accademico di San Luca.
Ancora oggi è possibile ammirare a Palermo le sue statue che adornano il palazzo municipale in piazza Giulio Cesare (di fronte alla stazione ferroviaria), i Papi Pio IX e Pio XII di Piazza San Domenico, la statua di S. Giovanni Bosco presso l'omonimo Istituto, la statua di S. Agata in Piazza del Voto, il busto di V. Fici presso l'ospedale Cervello (oltre i busti di Vincenzo Florio alle tribune di Cerda, del Frate Umile a Petralia, dell'Onorevole Musotto a Pollina, ecc.), e ancora le porte Mariane della Cattedrale di Palermo, del Duomo di Altavilla Milicia, di Caccamo ecc., una serie di bassorilievi (Banco di Sicilia, poste Centrali, Cassa di Risparmio, ecc.) e altre opere in Italia e all'estero.
Morì il 15 Settembre del 1979 a Termini Imerese, la città che egli scelse come luogo di vita e di ispirazione dopo le cocenti delusioni che gli segnarono l'esistenza, come l'esclusione per motivi politici dalla finale per il concorso per le Porte del Vaticano dopo aver vinto tutte le fasi preliminari della selezione con primo premio medaglia d'oro.